# José Silva
Pour les articles homonymes, voir José Silva (homonymie), Vilhena (homonymie) et Silva.
José Silva, né le 16 avril 1989, à Barreiro, au Portugal, est un joueur portugais de basket-ball. Il évolue au poste d'ailier.
Actuellement il joue au Portugal, en 1re division portugaise avec Benfica.

## Clubs successifs
- 2006 - 2012 :  FC Barreirense LPB
- 2012 - 2015 :  Vitória Sport Clube LPB
- 2015 - 2017 :  FC Porto LPB
- 2017 - :  Benfica LPB

## Palmarès
- 2013-2014 Vainqueur de la Coupe du Portugal avec le Vitória Sport Clube

## Sélection nationale
- Participation à l'EuroBasket 2011